# Rubió (Monistrol de Calders)
Rubió és una masia de llevant del terme municipal de Monistrol de Calders, al Moianès, a prop del límit amb Castellterçol i amb Granera. És una obra inclosa a l'Inventari del Patrimoni Arquitectònic de Catalunya.

## Descripció

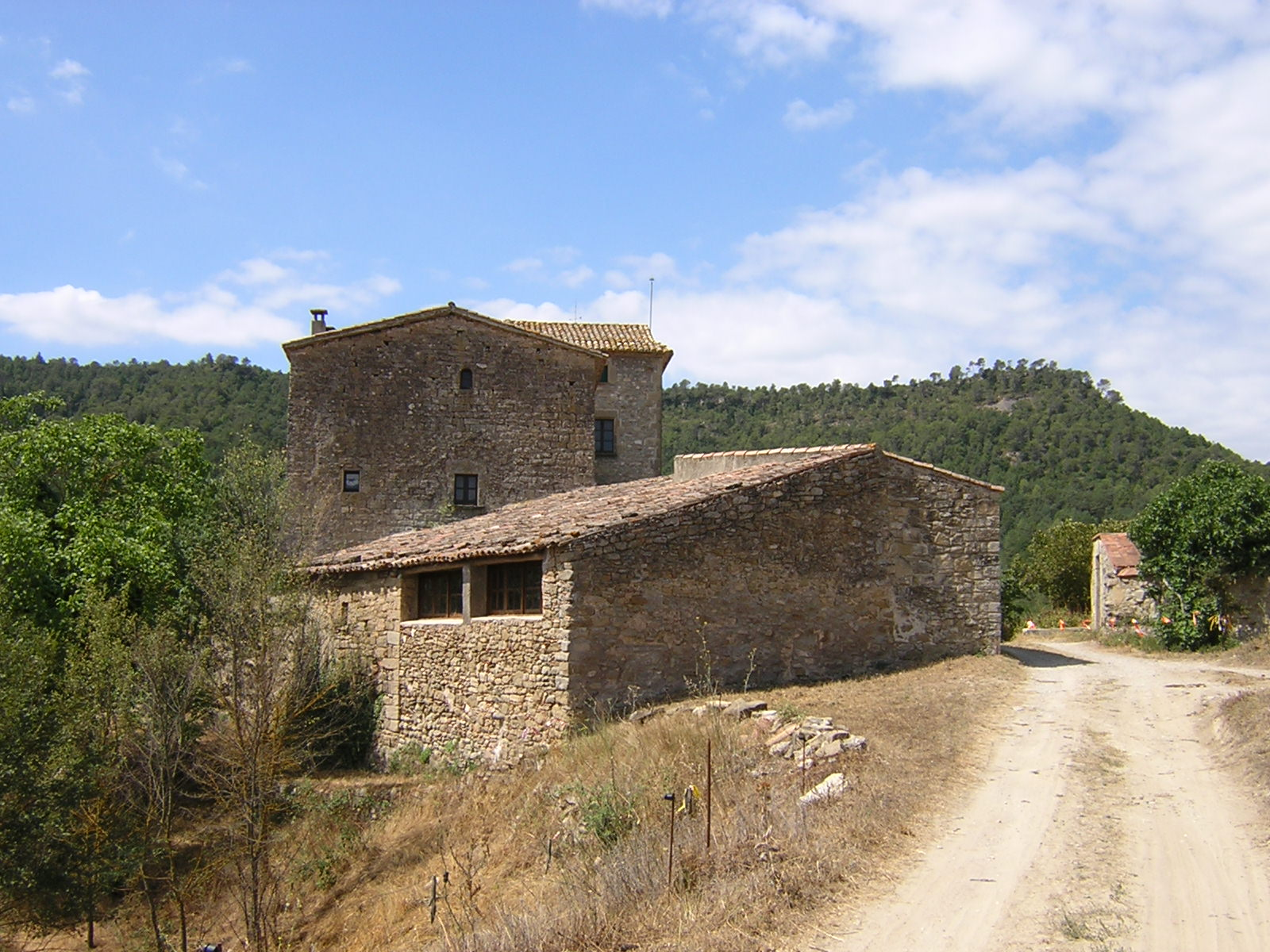
La masia, des del nord

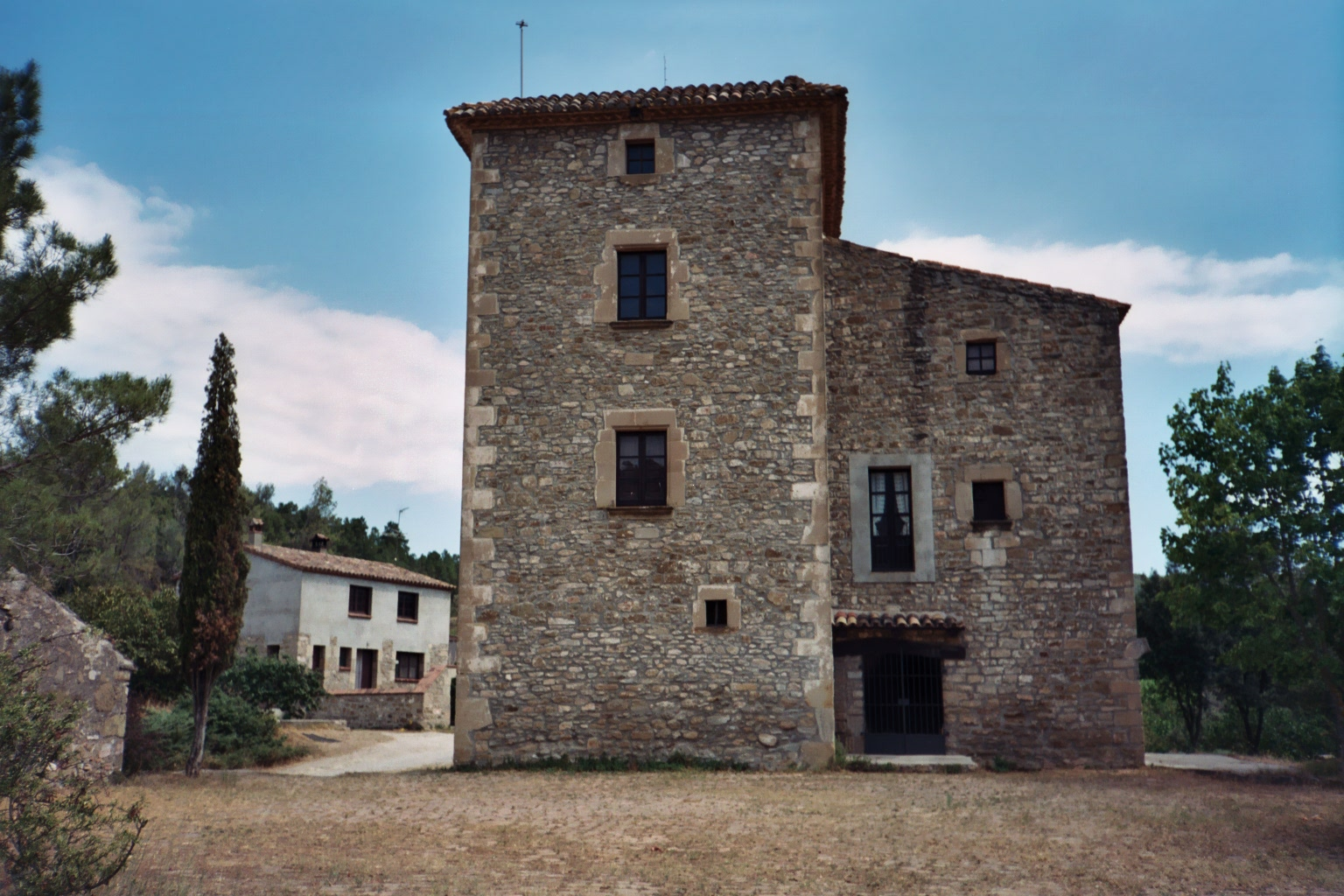
Façana sud de la casa forta de Rubió

Construcció de base rectangular (20x9'5) amb una torre adossada a un angle del cos principal. La torre mesura 13 m d'alçada amb una planta de 7'5 x 7. El cos principal presenta 3 plantes: els baixos conserven un interessant celler, les tines i un forn de pa; el primer pis, tradicionalment destinat a habitatge, té una petita sala amb una interessant pica de pedra i habitacions que conserven algunes ornamentacions amb guix al sostre amb motius vegetals; i el pis superior destinat a golfes amb poques i petites obertures. La torre presenta 4 plantes comunicades per una interessant escala de cargol de pedra. Entre la torre i la façana principal hi ha un cos adossat, porxat, fins a la primera planta on hi ha un pou.

## Història
La primera notícia del mas és de 1263, malgrat que una placa de l'entrada ens digui que ja existia al segle xii. Sembla que el segle xi fou el millor moment per al mas. Al segle xvii es construí la torre; la tradició oral diu que es va construir perquè l'hereu Rubió estava involucrat en les baralles entre nyerros i cadells. Degut a això es va haver d'amagar a Alpens i un pastor el trobà i li suggerí de fer-se una torre per no haver de fugir. La construcció de la torre va requerir molts diners i l'hereu es va haver de vendre gran part de la finca. Això significà en part una pèrdua del poder local. La casa Rubió tenia el segon banc de l'església de Monistrol de Calders. Darrerament s'ha restaurat amb força cura.
Es tracta d'una important masia, proveïda amb una torre de guaita que la relaciona amb el moviment dels nyerros, relació també documentada per escrit
Al llarg de la història de Monistrol de Calders, aquesta masia ha estat sempre de les de més pes específic en el territori de la parròquia de Sant Feliu de Monistrol de Calders. Els seus propietaris eren del petit grup de pagesos amos i senyors que optaven als càrrecs de poder en el terme, que era el de la baronia de Calders. Més d'un Rubió fou batlle, conseller, clavari, síndic o mostassaf del terme de Calders.